# Malaucène
Malaucène är en kommun i departementet Vaucluse i regionen Provence-Alpes-Côte d'Azur i sydöstra Frankrike. Kommunen ligger i kantonen Malaucène som tillhör arrondissementet Carpentras. År 2022 hade Malaucène 2 759 invånare.

## Befolkningsutveckling
Antalet invånare i kommunen Malaucène
| Referens: INSEE |